# Christian Friedrich Heinrich Sachse
Christian Friedrich Heinrich Sachse (* 2. Juli 1785 in Eisenberg im Herzogtum Sachsen-Altenburg; † 9. Oktober 1860 in Altenburg) war ein deutscher evangelischer Geistlicher und Kirchenlieddichter.

## Leben

### Familie
Christian Friedrich Heinrich Sachse war der Sohn von Christian Friedrich Sachse († 11. April 1812), Lyzeumslehrer und Kantor an der Stadtkirche St. Peter in Eisenberg; er hatte dreizehn Geschwister.
Er war seit 1823 verheiratet und hatte mehrere Kinder. 1850 verlor er einen neunzehnjährigen Sohn, zwei Jahre später zwei Töchter, 1854 eine verheiratete Tochter, 1855 seine Ehefrau, eine vierte Tochter, sein einziges Enkelkind und seinen Sohn Rudolf Sachse (1818–1855) im Alter von 37 Jahren sowie 1859 eine weitere Tochter; lediglich eine Tochter überlebte ihn.

### Ausbildung und Werdegang
Seinen ersten Unterricht erhielt Christian Friedrich Heinrich Sachse von seinem Vater sowie zwei älteren Brüdern; später besuchte er ab 1799 das Lyzeum (heute: Friedrich-Schiller-Gymnasium) in Eisenberg und immatrikulierte sich Ostern 1804 an der Universität Jena zu einem Theologiestudium, das er 1807 beendete.
Nach Beendigung des Studiums und nachdem er das Kandidaten-Examen bestand, war er längere Zeit Hauslehrer bei dem Rittergutsbesitzer Johann Christian Starke in Klein-Lauchstädt bei Merseburg.
Er wurde 1812 Diakon in Meuselwitz bei Altenburg, bis er 1823 als Hofprediger nach Altenburg berufen wurde; 1831 wurde er zum Konsistorial-Assessor (Kirchenrat-Beisitzer) und 1833 zum Konsistorialrat ernannt.
Er war auch mit Christian Gottlob Großmann befreundet, der von 1823 bis 1829 Generalsuperintendent in Altenburg war und später Präsident des Gustav-Adolf-Vereins wurde.
Die Theologische Fakultät der Universität Jena ernannte ihn 1841 zum Dr. theol.
Er diente als Hofprediger unter fünf Herzögen und konfirmierte unter anderem auch Marie von Sachsen-Altenburg, die spätere letzte Königin von Hannover, in der herzoglichen Schlosskirche in Altenburg.
1859 ließ er sich aus gesundheitlichen Gründen von seinen Arbeiten im Konsistorium entbinden und im Februar 1860 wurde er auf eigene Bitte in den Ruhestand versetzt.

### Geistliches und schriftstellerisches Wirken
Gemeinsam mit seinem Freund Christian Heinrich Fürchtegott Mörlin gab Christian Friedrich Heinrich Sachse 1817 mit Lieder für das Reformationsjubelfest und 1830 Evangelischen Jubellieder zur Feier des Augsburgischen Glaubensbekenntnisses eine Sammlung von Gedichten heraus.
1822 veröffentlichte er als Allein-Herausgeber eine Sammlung geistlicher Lieder unter dem Titel Christliche Gesänge zum Gebrauche bei Beerdigungen und bei der Todtenfeier, hierbei handelte es sich um eine Sammlung von Gelegenheitsliedern, die er in seiner ersten Gemeinde bei besonderen Trauerfällen dichtete; viele dieser Gesänge wurden damals in das Leipziger und weitere Gesangbücher aufgenommen.
Er beschäftigte sich auch mit der Reformations- und Kirchengeschichte Sachsens und veröffentlichte 1826 anonym Die Fürstenhäuser Sachsen-Altenburg. Ein historischer Abriß, mit Rücksicht auf die Altenburgische Landesgeschichte überhaupt; das Buch erschien anlässlich der ernestinischen Erbteilung und Neugründung des Hauses Sachsen-Altenburg.
In der Zeit von 1834 bis 1854 redigierte er den Herzoglichen Sachsen-Altenburgischen vaterländischen Geschichts- und Hauskalender.
Anlässlich der Einweihung des Gustav-Adolf-Denkmals in Lützen sowie bei der 400-jährigen Jubelfeier der Buchdruckerkunst 1840 in Leipzig fand er Gelegenheit zu weiteren Dichtungen. Dem folgte 1842 die Schrift Predigten, gehalten in der Herzoglichen Schloßkirche zu Altenburg, eine Gabe für Freunde, die sie gewünscht.
Sein bedeutendstes heimatgeschichtliches Werk besteht in der Herausgabe der zweibändigen Kirchen-Galerie des Herzogthums Sachsen-Altenburg, das noch heute verwendet und aus dem zitiert wird. Die wichtigste Voraussetzung für dieses Werk hat er in seiner Funktion als Kirchenrat in Altenburg selbst mit geschaffen, als das Konsistorium am 16. Mai 1838 ein Regulativ zur Führung von Ortschroniken durch die Geistlichen im Herzogtum erließ.
Sieben Lieder schrieb er auch für das Altenburgische Landesgesangbuch, so unter anderem Nr. 170 und 543.
Nach seinem Tod gaben seine Freunde David Schottin (1789–1866) und Albert Fraustadt die Nachgelassenen Gedichte von Christian Heinrich Sachse und seinem Sohne Rudolf Sachse heraus.

## Mitgliedschaften
- In Merseburg trat Christian Friedrich Heinrich Sachse 1809 der dortigen Freimaurerloge Zum goldenen Kreuz bei und 1823 dann auch der Altenburger Loge Archimedes zu den drey Reissbretern.[2]
- Gemeinsam mit Karl Back, dem Geheimen Regierungs- und Finanzrat August Friedrich Karl Wagner (1792–1859), August Julius Löbe (1805–1900), Hans Conon von der Gabelentz (1807–1874), dem Rüst- und Antiquitätenkammer-Konservator Adolph Bratfisch (1790–1864) und Heinrich August Pierer (1794–1850) gründete er 1838 die Geschichts- und Altertumsforschende Gesellschaft des Osterlandes.[3]

## Ehrungen und Auszeichnungen
- 1852 wird Christian Friedrich Heinrich Sachse das Ritterkreuz (I. Klasse) des Ernestinischen Hausordens und der Hannoversche Guelphenorden verliehen.
- Großfürstin Alexandra von Russland, eine geborenen Prinzessin von Sachsen-Altenburg, stiftete ein weißes Marmorkreuz für seine Grabstätte auf dem Altenburger Friedhof.

## Schriften (Auswahl)
- Lieder für das Reformationsjubelfest. 1817.
- Die Fürstenhäuser Sachsen-Altenburg. Ein historischer Abriß, mit Rücksicht auf die Altenburgische Landesgeschichte überhaupt. Altenburg: Literatur-Comptoir, 1826.
- Des Christen Pflicht, mit der Gerechtigkeit die Liebe zu verbinden. 1831.
- Predigten, gehalten in der Herzoglichen Schlosskirche zu Altenburg: Eine Gabe für Freunde, die sie gewünscht. Altenburg: Schnuphase (C. R. Stauffer), 1842.
- Kirchen-Galerie des Herzogthums Sachsen-Altenburg.
  - Die Ephorien Altenburg und Ronneburg Kirchen-Galerie des Herzogthums Sachsen-Altenburg. Dresden 1848.
  - Die Ephorien Eisenberg, Kahla und Roda Kirchen-Galerie des Herzogthums Sachsen-Altenburg. Dresden 1848.
- Gedichte. Altenburg: Schnuphase, 1861.

## Kirchenlieder (Auswahl)
- Der Herr der Ernte winket, die reife Ähre fällt (Text).
- Ein neues Lied singt Gott dem Herrn. (Text und Noten).
- Komm, komm, du Licht in Gottespracht (Text).
- Lebwohl! die Erde wartet dein (Text).
- Wohlauf, wohlan zum letzten Gang (Text).[4]